# Hans Holm (Fischer)
Hans Kristian Lars Simon Holm (* 13. Februar 1925 in Narsaq bei Nuuk; † 2001) war ein grönländischer Fischer.

## Leben
Hans Holm war der Sohn des Jägers Peter „Pele“ Søren Pavia Holm (1899–1987) und seiner Frau Charlothe „Sikaaraq“ Karitas Sofie Tabia Nielsen (1903–?). Im Konfirmationsalter wurde er 1939 als Fischer aktiv. Am 29. Februar 1948 heiratete er Sofie „Suffiaaraq“ Bolette Dorthea Rasmussen (1925–?), Tochter des Jägers Mikael Hans Karl Rasmussen (1896–?) und seiner Frau Marie Helene Rosine Heilmann (1898–?).
1949 erhielt er ein 20 Fuß langes Fischerboot. Im selben Jahr gründete er eine Vereinigung für die Jäger und Fischer Nuuks, für die er noch bis 1965 im Vorstand sitzen sollte und deren Ehrenmitglied er später war. Daraufhin wurden auch in anderen Orten in Grönland ähnliche Vereinigungen gegründet, für die Hans Holm und andere 1953 die Dachvereinigung Kalâtdlit Nunãne Aulisartut Piniartutdlo Peĸatigît („Vereinigung der Fischer und Jäger in Grönland“) gründete, zu deren Vorsitzenden er ernannt wurde. 1955 konnte er sich ein 8 Tonnen schweres Fischerboot anschaffen. 1957 trat er als Verbandsvorsitzender zurück und übergab das Amt an Carl Egede, aber er blieb noch bis 1973 Vizevorsitzender und veröffentlichte 1963 ein Buch anlässlich des 10. Jubiläums. Während der 1960er Jahre war er schwer krank. 1967 trat er gemeinsam mit Niels Carlo Heilmann für KNAPP bei der Landesratswahl 1967 an, konnte aber kein Mandat erringen. 1969 kaufte er ein 42 Tonnen schweres Fischerboot, mit dem er bis 1981 aktiv war.
1982 gründete er das Fischereiunternehmen Angmagssat Fiskeriselskab, das er 1984 mit Tuukkaq Trawl/Qajaq Trawl fusionieren ließ, welches heute ein Tochterunternehmen von Polar Seafood ist. 1991 musste er das Unternehmen nach Differenzen verlassen. Er war zudem Mitgründer des Fischereiunternehmens Nalluffik.
1955 gehörte er der Initiativengruppe an, auf die die Gründung des heutigen Grönländischen Nationalmuseums und -archivs zurückgeht.
Er wurde von mehreren Stiftungen für seinen Einsatz für die grönländische Fischerei ausgezeichnet. Zudem erhielt er am 21. Juni 1989 den Nersornaat in Silber. Hans Holm starb 2001 im Alter von rund 76 Jahren.